# 똘똘이의 그림일기 동요
《똘똘이의 그림일기 동요》는 쫑알쫑알 똘똘이의 스핀오브 작품이자, 동요 교육 애니메이션 작품이다.

## 방송 일시
| 방송 채널 | 방송일                     | 방송 시간 |
| --------- | -------------------------- | --------- |
| KBS 1TV   | 2022년 3월 17일 ~ 3월 31일 | 종료      |
| KBS 1TV   | 2022년 4월 7일 ~ 7월 7일   | 종료      |
| KBS 2TV   | 2022년 8월 17일 ~ 31일     | 종료      |

## 개요
똘똘이 나이 또래의 넘쳐나는 에너지를 동요와 율동으로 해소하며 중독성 있는 멜로디로 효과적인 학습 효과를 기대한다.
키 크는 체조에서부터 영어 학습까지 생활 소재와 연결시켜 재미있게 풀어냈다.

## 목소리 출연
- 똘똘이: 방연지
- 똘봉이, 몽실이: 사문영
- 아빠: 김정훈
- 엄마, 냥이: 전숙경
- 똘랑이, 앵두: 이명희

### 제작진
책임프로듀서 : 허선
기획, 감독 : 정미화
시나리오: 정미화, 김태희, 이정은
동요 작사: 정미화, 허홍
음악감독: 세모로
캐릭터 원작: 미미월드
애니메이션 원작 : 크레이지버드
기획 : 크레이지버드, BTV, KBS
애니 제작 : 크레이지버드 스튜디오 
기획 : KBS
제작 : 크레이지버드 스튜디오
저작권 : 크레이지버드 스튜디오 All rights reserved.

## 방영 목록
| 회차       | 방송 일자       | 제목                                                                         |
| ---------- | --------------- | ---------------------------------------------------------------------------- |
| 1화        | 2022년 3월 17일 | 한글요가 1하트하트 앙똘똘이 자장가귀여운 아기똥                              |
| 2화        | 2022년 3월 24일 | 한글요가 2흥칫뿡엄마가 좋아 아빠가 좋아뽕나무 뽕                             |
| 3화        | 2022년 3월 31일 | 정리놀이개구리 폴짝누구 응가?알록달록 냠냠                                   |
| 4화        | 2022년 4월 7일  | 똘똘이와 댄스파티아침이 좋아어린이집으로 가자 Go!키 크기 요정                |
| 5화        | 2022년 4월 14일 | 둥이둥이 귀염둥이세배를 배워봐요무엇이 똑같을까병원놀이                      |
| 6화        | 2022년 4월 21일 | 짜장수염괴물이 될거야뚱딴지 1메롱송                                          |
| 7화        | 2022년 4월 28일 | 주사왕가나다송괴물 있게 없게마트놀이                                         |
| 8화        | 2022년 5월 12일 | 한글 가방어른들은 이상해반짝반짝 작은 별숨바꼭질                             |
| 9화        | 2022년 5월 19일 | 개다리춤해적송키 크기 마사지실수해도 괜찮아                                  |
| 10화       | 2022년 6월 2일  | 귤까기공주체조 1상어 3마리영어요가 1                                         |
| 11화       | 2022년 6월 9일  | 외로운 매미 왕자공주체조 2붕붕이가 뒤로 갑니다영어 요가 2                    |
| 12화       | 2022년 6월 16일 | 쉬야닦기송응가닦기송구름 아저씨 천둥방귀영어 요가 3                          |
| 13화       | 2022년 6월 23일 | 키 크기 체조 1키 크기 체조 2소방차송손씻기송                                 |
| 14화       | 2022년 6월 30일 | 뚱딴지 2가위 바위 보엄지 어디있나?엄마처럼 화장해요                          |
| 15화       | 2022년 7월 7일  | 땅콩이 갑니다우리 대한민국강아지가 좋아, 아니면 고양이가 좋아?아기상어 5마리 |
| 16화       | 2022년 8월 17일 | 똘똘이 태권무가지 맛있어 버섯 맛있어머리 어깨 무릎 발생일축하송              |
| 17화       | 2022년 8월 24일 | 안아줘욕심쟁이버스 바퀴가 빙글빙글동생이 태어났어요                          |
| 최종화(18) | 2022년 8월 31일 | 몽실이의 크리스마스똘똘이의 치카치카송흰눈 사이로똘똘이처럼 2                |

## 같이 보기
- 쫑알쫑알 똘똘이